# Kirche Dillich

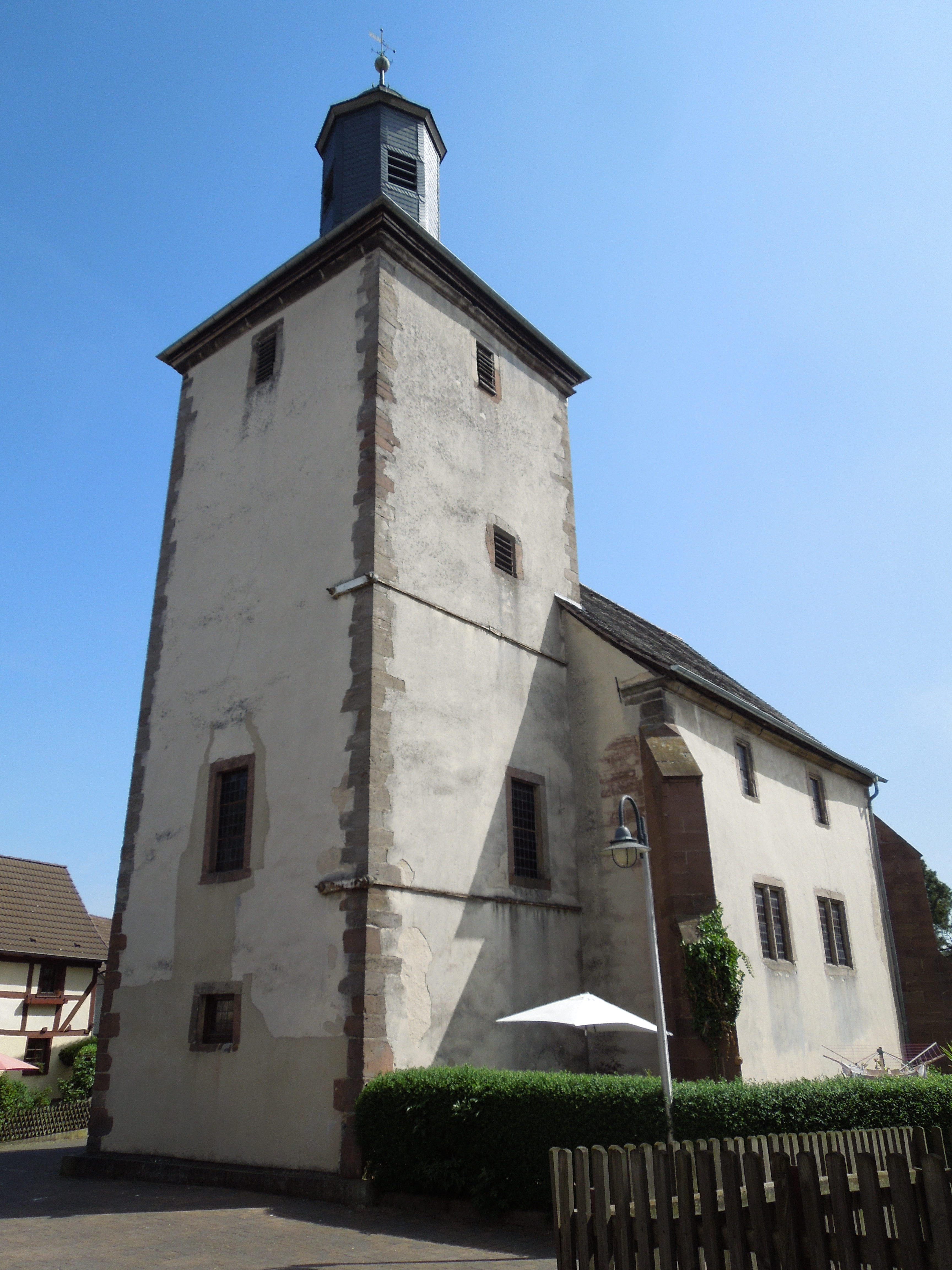
Kirche Dillich

Die evangelisch-unierte Kirche Dillich steht in Dillich, einem Stadtteil von Borken im Schwalm-Eder-Kreis von Hessen. Die Kirchengemeinde gehört zum Kirchenkreis Schwalm-Eder im Sprengel Marburg der Evangelischen Kirche von Kurhessen-Waldeck.

## Beschreibung
Der Kirchturm im Westen der Saalkirche ist noch mittelalterlich. Sein schiefergedeckter Helm ist jedoch jüngeren Datums. Das zweigeschossige Kirchenschiff wurde im 16. Jahrhundert angefügt. An seinen Ecken wurden im 19. Jahrhundert Strebepfeiler angebaut. In der Ecke nördlich des Turms und westlich des Kirchenschiffs befindet sich ein Treppenturm mit einer Wendeltreppe als Zugang zu den Emporen. Die Orgel wurde von Johann Jakob Dahm gebaut.